# اس‌ام یو-۸
اس‌ام یو-۸ (به انگلیسی: SM U-8) یک زیردریایی است که طول آن ۵۷٫۳ متر (۱۸۸٫۰ فوت) می‌باشد. این زیردریایی در سال ۱۹۱۱ ساخته شد.